# Citroën DS3 R5
La Citroën DS3 R5 è una versione da competizione della Citroën DS3 sviluppata dalla Citroën Racing, il reparto corse della casa automobilistica francese Citroën, appositamente per competere nella serie WRC-2 del Campionato del mondo rally. La vettura iniziò a gareggiare in competizioni internazionali a partire dal 2014.

## Il progetto e i primi test

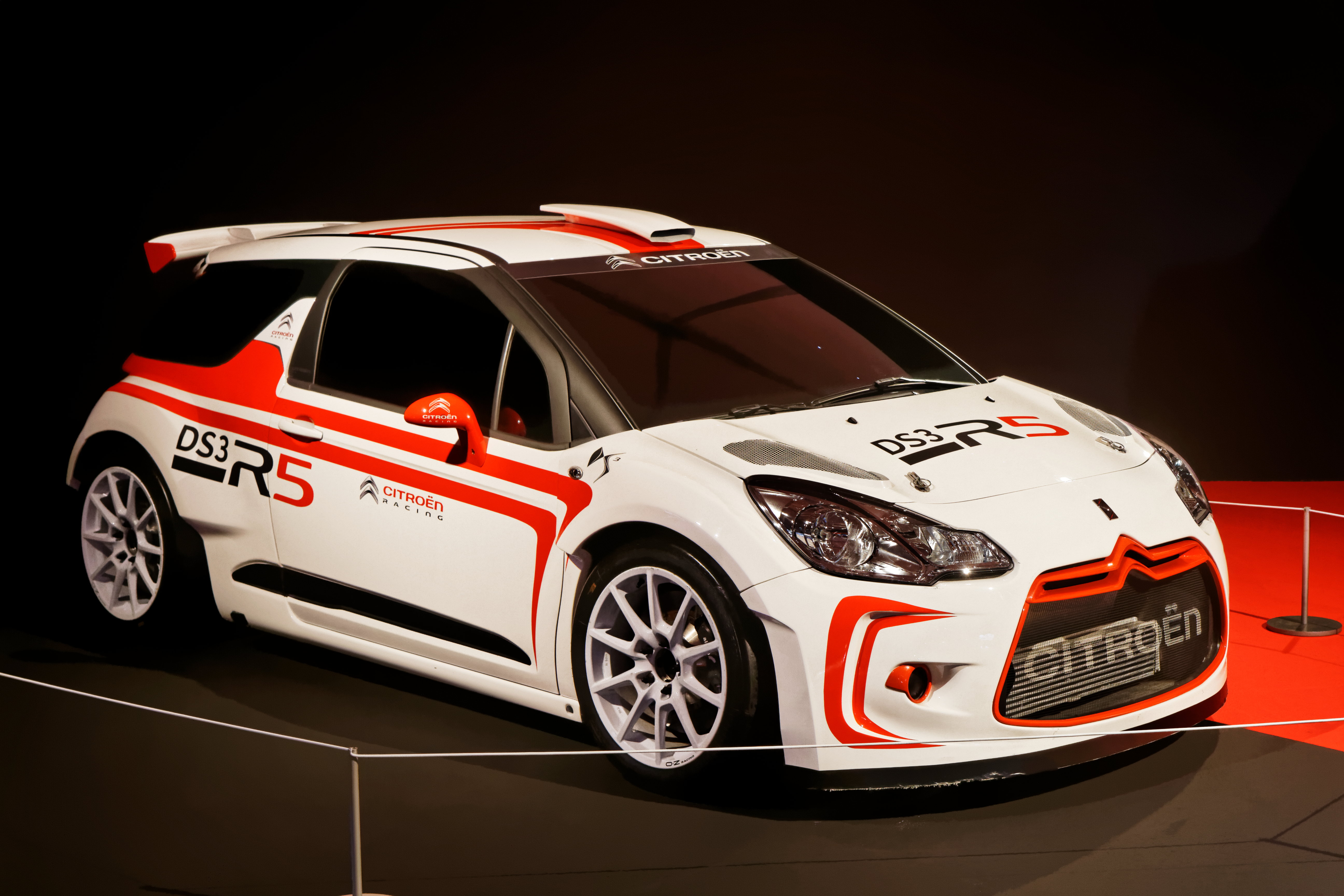
La DS3 R5 al Festival Internazionale dell'Automobile nel 2014

La DS3 R5 sostituì la Citroën DS3 RRC (Regional Rally Car), versione depotenziata della vincente DS3 WRC realizzata nel 2012, e venne anch'essa concepita con l'intento di essere venduta a scuderie e piloti privati per competere principalmente nei campionati WRC-2, ERC e nel FIA MERC, serie che si disputa in Medio Oriente. Il progetto della vettura impegnò i tecnici Citroën per circa un anno, nel quale concentrarono la loro attenzione soprattutto sul motore e sulle sospensioni, con l'obiettivo di creare un'auto versatile capace di ben comportarsi in tutte le superfici e dotandola di svariate parti in comune tra le versioni da terra e da asfalto.
La vettura è stata presentata ad aprile del 2013 durante il Rally del Portogallo, mentre le prime prove su strada si svolsero nel luglio seguente con il contributo del pilota francese Sébastien Chardonnet, vincitore del campionato WRC-3 nel 2012 con la DS3 R3T, "sorella" minore della R5, e con Kris Meeke, pilota ufficiale della scuderia francese nella massima categoria. L'omologazione ufficiale venne invece accordata dalla FIA il 1º aprile 2014, dopo circa 8000 km di test.

## Specifiche
Il motore è un 1.6 litri EP6 CDT, quattro cilindri in linea disposto trasversalmente con monoblocco e testata in lega, distribuzione DOHC con fasatura variabile, 16 valvole a iniezione diretta Magneti Marelli e dotato di turbocompressore con restrittore in aspirazione di 32 mm. Esso eroga una potenza di 280 CV a 6000 giri/min e una coppia massima di 400 Nm (a 2500 giri/min). La trasmissione è a trazione integrale permanente con i differenziali anteriore e posteriore autobloccanti, cambio sequenziale a cinque rapporti e frizione multidisco. Le sospensioni sono di tipo MacPherson con ammortizzatori Citroën Racing mentre l'impianto frenante è dotato di pinze a quattro pistoncini (fornite dalla Alcon) e dischi autoventilanti da 300 mm di diametro in assetto terra e 355 mm su asfalto, sia all'anteriore che al posteriore. L'auto montava cerchi in alluminio da 18" su asfalto e da 15" su ghiaia.

## Carriera sportiva

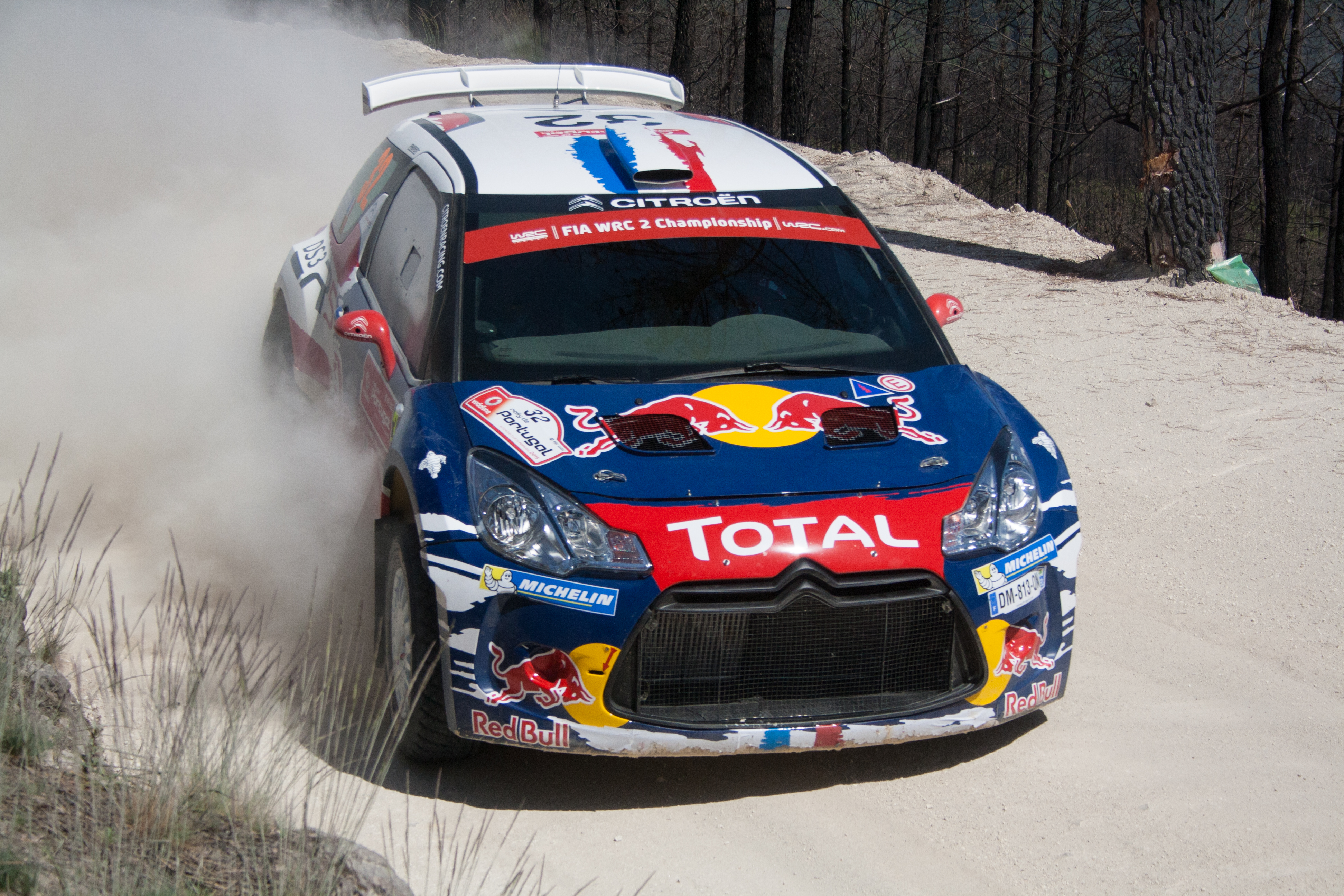
Stéphane Lefebvre alla guida della Ds3 R5 al Rally del Portogallo 2015

La prima DS3 R5 consegnata debuttò ad aprile 2014 nel Rally di Sanremo, prova valida per il Campionato Italiano Rally 2014 e per il Trofeo Europeo Rally. L'esordio in una gara del mondiale WRC avvenne sempre in Italia, al Rally di Sardegna 2014, dove Sébastien Chardonnet terminò all'11º posto assoluto e al secondo nella classe WRC-2.
Nella prima gara del mondiale 2015 arrivò la prima vittoria di categoria per la DS3 R5, conquistata da Stéphane Lefebvre al Rally di Monte Carlo, dove si piazzò anche al dodicesimo posto assoluto. Ottenne anche un altro podio con il terzo posto ottenuto dall'estone Karl Kruuda al Rally di Polonia.
Nel 2016 partecipò con vari piloti a 10 appuntamenti mondiali, totalizzando quali migliori risultati due terzi posti: al Rally di Monte Carlo con Quentin Gilbert e al Tour de Corse con Yoann Bonato. Stesso bottino anche nel 2017, quando furono Yohan Rossel e Simone Tempestini e terminare sul terzo gradino del podio rispettivamente al Tour de Corse e al Rally del Portogallo.
Il 2018 si aprì con il secondo posto ottenuto dall'italiano Eddie Scessere al Rally di Monte Carlo ma la scuderia francese ha previsto per aprile il lancio della vettura che sostituirà la DS3 R5, la nuova C3 R5, in vista del Tour de Corse, con l'ambizioso obbiettivo di vincere subito il titolo WRC-2.

## Vittorie WRC-2
| # | Anno | Rally                    | Superficie   | Pilota            | Co-pilota       | Squadra  |
| - | ---- | ------------------------ | ------------ | ----------------- | --------------- | -------- |
| 1 | 2015 | 83ème Rallye Monte-Carlo | Neve/Asfalto | Stéphane Lefebvre | Stéphane Prévot | PH Sport |

## Vittorie ERC
| # | Anno | Rally                   | Superficie | Pilota      | Co-pilota    | Squadra |
| - | ---- | ----------------------- | ---------- | ----------- | ------------ | ------- |
| 1 | 2016 | 74th Circuit of Ireland | Asfalto    | Craig Breen | Scott Martin | -       |